# Lernaeosaccus ophiacanthae
Lernaeosaccus ophiacanthae is een eenoogkreeftjessoort uit de familie van de Chordeumiidae. De wetenschappelijke naam van de soort is voor het eerst geldig gepubliceerd in 1951 door Heegaard.